# 路易莎號 (1834年)
路易莎號（HMS Louisa）是ㄧ艘於1834年在英格蘭大雅茅斯建造的木殼包銅雙桅快速帆船，排水量181噸。
路易莎號最初屬於英國東印度公司。:4231834年7月15日，駐華商務總監律勞卑抵達澳門，買下路易莎號，當時船上裝備3磅彈炮。9月，律勞卑令兩艘護衛艦到廣州保護英人，商務副總監德庇時與義律從澳門搭乘路易莎號與其會合，強行通過中國虎門水道，與清軍交火。這是中英兩國首次交火。:423路易莎號在此役中彈數發。G·B·羅便臣於1835年升任駐華商務總監後，用它作為交通船。1835年12月1日起，他將辦公地點從澳門移到停伯在伶仃島的路易莎號上，便於與停伯在此島的英國商船打交道，商務副總監義律與三等總監莊士敦反對在伶仃島辦公，認為如此違反英國政府進入廣州的指令，因此兩人拒絕到伶仃島辦公，義律還主張中國政府官員會認為英國政府允許在伶仃島進行的鴉片走私活動。其實中國政府並不干預羅便臣駐在伶仃島。:82-85義律於1836年12月升任駐華商務總監後，對路易莎號進行大修，換了新的甲板和上舷側，船殼重新包銅，配備新的桅杆、船帆、小艇和索具，花了6500元，理由是該船已不適航，而由於中國政府不干擾它的活動，它是從澳門到廣州的最佳工具。:100
- 1841年5月21日晚，路易莎號等英艦遭火船攻擊
- 1841年5月26日英艦位置圖。路易莎號在左上角商馆以西
- 1841年7月21日香港的颱風

第一次鴉片戰爭中，英軍總司令將路易莎號當作交通船:57，參與了數場戰役。1839年9月，路易莎號參與了九龍海戰。1840年8月19日，路易莎號參與了澳門之戰。1841年3月，路易莎號在大副Thomas Carmichael指揮下參與了第一次廣州之戰。:1811841年5月，路易莎號參與了第二次廣州之戰。:3425月21日晚，義律與幾名陸戰隊登上路易莎号，清军从上游放下百余只火船攻击英舰，西炮台（位于商馆以西，大约今日之沙面）的清军同時开炮轰击英舰。清军在河邊有一門大口徑礮，炮轰泊在商馆的曙光号、路易莎号，而兩船因無風又逆潮無法離開，一度十分危險，只能調整纜繩長短使清军大礮在夜間失去準頭，兩船僅受輕伤，在次晨潮汐變向後脫險。
1841年7月20日，本船從澳門前往香港，21日遇颱風在九龍沈沒，一名船員喪生，24人倖存。村民不知道清廷對船上的義律、伯麦出了賞格共15萬元，义律討價還價後共付出3400元，村民以小船送生還者回澳门。7月23日，义律等人返回澳门。

## 註
1. ↑  對於該船的船型，勞氏船級社說是brig[3]，《廣州紀錄報》說是cutter[4]，Three Decks說裝帆（英语：Sail plan）是cutter[1]，見過該船的William Skinner和White所繪1834年闖過虎門水道圖，路易莎號都畫成雙桅縱帆。綜合諸說，可以說brig指「雙桅帆船」而非雙桅橫帆船，cutter指「快速帆船」而非独桅纵帆船，因此船型稱為雙桅快速帆船。